# 1923 w literaturze
Wydarzenia literackie w 1923 roku.

## Wydarzenia
- polskie
  - pierwsze wydanie tygodnika Gość Niedzielny
- zagraniczne
  - pierwsze wydanie czasopisma Time
  - w Nowym Jorku założono wydawnictwo McGraw-Hill Publishing Company
  - w Piotrogrodzie założono wydawnictwo Nauka

## Nowe książki
- polskie
  - Janusz Korczak
    - Król Maciuś na wyspie bezludnej
    - Król Maciuś Pierwszy

  - Zofia Nałkowska – Romans Teresy Hennert
  - Jerzy Mieczysław Rytard – Wniebowstąpienie
- zagraniczne
  - Agatha Christie
    - Morderstwo na polu golfowym (Murder on the Links)
    - Niespodziewany gość (Unexpected Guest)

  - Herbert George Wells – Ludzie jak bogowie (Men Like Gods)
  - Lu Xun – Na Han
  - Ladislav Nádaši-Jégé – Adam Šangala

## Nowe dramaty
- polskie
  - Jerzy Szaniawski
    - Lekkoduch
    - Ptak

  - Stanisław Ignacy Witkiewicz
    - Janulka, córka Fizdejki
    - Wariat i zakonnica

## Nowe poezje
- polskie
  - Julian Tuwim - Wierszy tom czwarty
  - Kazimierz Wierzyński - Wielka Niedżwiedzica
  - Emil Zegadłowicz – Powsinogi beskidzkie
- zagraniczne
  - Edward Estlin Cummings – Tulips and Chimneys
  - Dżubran Chalil Dżubran – Prorok (The Prophe)
  - Rainer Maria Rilke
    - Elegie duinejskie (Duineser Elegien)
    - Sonety do Orfeusza (Sonette an Orpheus)

  - Wallace Stevens - Harmonium

## Nowe prace naukowe
- zagraniczne
  - Martin Buber - Ja i Ty (Ich und Du)
  - Charles Kay Ogden, Ivor Armstrong Richards - Znaczenie znaczenia (The Meaning of Meaning)

## Urodzili się
- 10 stycznia – Ingeborg Drewitz, niemiecka pisarka (zm. 1986)
- 16 stycznia – Czesław Maj, polski poeta i prozaik (zm. 2011)
- 23 stycznia – Walter M. Miller, amerykański pisarz science fiction (zm. 1996)
- 31 stycznia – Norman Mailer, amerykański powieściopisarz i eseista (zm. 2007)
- 2 lutego – James Dickey, amerykański poeta i powieściopisarz (zm. 1997)
- 9 lutego – Brendan Behan, irlandzki pisarz (zm. 1964)
- 10 lutego – Olgierd Budrewicz, polski reportażysta i pisarz (zm. 2011)
- 17 lutego – Madan Mani Dixit(inne języki), nepalski pisarz (zm. 2019)
- 1 marca – Péter Kuczka, węgierski pisarz science fiction (zm. 1999)
- 4 marca – Francis King(inne języki), angielski pisarz (zm. 2011)
- 13 marca – Jerzy Miller, polski poeta (zm. 2007)
- 16 marca – Andrzej Trepka, polski pisarz s-f (zm. 2009)
- 21 marca – Nizar Kabbani, syryjski poeta (zm. 1998)
- 26 marca – Elizabeth Jane Howard, brytyjska pisarka (zm. 2014)
- 27 marca
  - Shūsaku Endō, japoński pisarz (zm. 1996)
  - Louis Simpson, amerykański poeta (zm. 2012)
- 30 marca
  - Milton Acorn, kanadyjski poeta (zm. 1986)
  - Jerzy Litwiniuk, polski tłumacz (zm. 2012)
- 1 kwietnia – Bohdan Czeszko, polski pisarz (zm. 1988)
- 14 kwietnia – Jarmila Loukotková, czeska pisarka i tłumaczka (zm. 2007)
- 15 kwietnia – Artur Alliksaar, estoński poeta (zm. 1966)
- 17 kwietnia – Lloyd Biggle Jr., amerykański pisarz science fiction (zm. 2002)
- 19 kwietnia – Lygia Fagundes Telles, brazylijska pisarka (zm. 2022)
- 22 kwietnia – Paula Fox(inne języki), amerykańska powieściopisarka (zm. 2017)
- 23 kwietnia – Avram Davidson, amerykański pisarz (zm. 1993)
- 1 maja – Joseph Heller, amerykański pisarz (zm. 1999)
- 3 maja – Mirosław Azembski, polski reportażysta i publicysta (zm. 1988)
- 7 maja – Aharon Amir, izraelski pisarz, poeta, tłumacz i wydawca (zm. 2008)
- 23 maja – Przemysław Bystrzycki, polski powieściopisarz (zm. 2004)
- 29 maja – Bernard Clavel, francuski pisarz (zm. 2010)
- 6 czerwca – V.C. Andrews, amerykańska pisarka (zm. 1986)
- 7 czerwca – Henryk Jerzy Chmielewski, polski twórca komiksów (zm. 2021)
- 22 czerwca – Jose Giovanni, francuski reżyser filmowy i pisarz (zm. 2004)
- 24 czerwca – Yves Bonnefoy, francuski poeta, eseista i tłumacz (zm. 2016)
- 26 czerwca – Irena Doleżal-Nowicka, polska tłumaczka literatury anglojęzycznej (zm. 2017)
- 2 lipca – Wisława Szymborska, polska poetka, noblistka z 1996 roku (zm. 2012)
- 12 lipca – James Gunn, amerykański pisarz, redaktor, antologista, krytyk i wydawca fantastyki (zm. 2020)
- 23 lipca
  - Janusz Garlicki, polski pisarz (zm. 2015)
  - Cyril M. Kornbluth, amerykański pisarz science fiction (zm. 1958)
- 25 lipca – Maria Gripe, szwedzka pisarka (zm. 2007)
- 10 sierpnia – Jean Graton, francuski twórca komiksów (zm. 2021)
- 23 sierpnia – Zofia Posmysz, polska pisarka (zm. 2022)
- 25 sierpnia
  - Dorothy Dunnett(inne języki), szkocka pisarka (zm. 2001)
  - Álvaro Mutis, kolumbijski poeta i powieściopisarz (zm. 2013)
- 3 września – Jeraldine Saunders(inne języki), amerykańska pisarka (zm. 2019)
- 10 września – Marie Borroff, amerykańska poetka, filolog i tłumaczka (zm. 2019)
- 13 września
  - Miroslav Holub, czeski poeta, eseista i tłumacz (zm. 1998)
  - Ramiro Pinilla, hiszpański pisarz (zm. 2014)
- 11 września – Betsy Drake(inne języki), amerykańska aktorka i pisarka (zm. 2015)
- 22 września — Dannie Abse, brytyjski poeta, powieściopisarz i dramaturg (zm. 2014)
- 5 października – Stig Dagerman, szwedzki pisarz (zm. 1954)
- 6 października – Yaşar Kemal, turecki prozaik i poeta (zm. 2015)
- 15 października – Italo Calvino, włoski pisarz (zm. 1985)
- 20 października – Otfried Preussler, niemiecki pisarz, autor literatury dziecięcej (zm. 2013)
- 24 października – Denise Levertov, brytyjsko-amerykańska poetka i pisarka (zm. 1997)
- 29 października
  - Desmond Bagley, angielski pisarz (zm. 1983)
  - Carl Djerassi, bułgarsko-amerykański pisarz (zm. 2015)
- 31 października – Mieczysław Maliński, polski pisarz katolicki, ksiądz (zm. 2017)
- 1 listopada – Gordon R. Dickson, amerykański pisarz science fiction i fantasy (zm. 2001)
- 2 listopada
  - Jan Ekström, szwedzki pisarz (zm. 2013)
  - Ida Vitale, urugwajska poetka, tłumaczka i krytyczka, laureatka Nagrody Cervantesa
- 7 listopada – Gilles Lapouge(inne języki), francuski pisarz (zm. 2020)
- 8 listopada – Józef Hen, polski pisarz i dramaturg
- 9 listopada – James Schuyler, amerykański poeta (zm. 1991)
- 20 listopada – Nadine Gordimer, południowoafrykańska pisarka, laureatka Nagrody Nobla (zm. 2014)
- 25 listopada – Aleksandra Olędzka-Frybesowa, polska poetka i tłumaczka literatury francuskiej (zm. 2012)
- 29 listopada – Krzysztof Boruń, polski pisarz science fiction (zm. 2000)
- 5 grudnia – Władimir Tiendriakow, radziecki pisarz (zm. 1984)
- 7 grudnia – Intizar Hussain(inne języki), pakistański pisarz (zm. 2016)
- 14 grudnia – Gerard Reve, niderlandzki pisarz (zm. 2006)
- 23 grudnia – Krystyna Kolińska, polska eseistka i prozaiczka (zm. 2016)
- 26 grudnia – Ludmiła Marjańska, polska poetka, prozaiczka i tłumaczka literatury angielskiej (zm. 2005)
- 27 grudnia – Alexandre Maria Pinheiro Torres, portugalski prozaik i poeta (zm. 1999)
- 30 grudnia – Sara Lidman, szwedzka pisarka (zm. 2004)
- Emilia Witwicka(inne języki), polska tłumaczka (zm. 2015)

## Zmarli
- 3 stycznia – Jaroslav Hašek, czeski pisarz (ur. 1883)
- 9 stycznia – Katherine Mansfield, nowozelandzka pisarka modernistyczna (ur. 1888)
- 2 lutego – Augustyn Świder, polski poeta (ur. 1886)
- 19 lutego – Ivan Tavčar, słoweński pisarz (ur. 1851)
- 8 marca – Krišjānis Barons, łotewski pisarz (ur. 1835)
- 18 marca – Józef Tretiak, polski krytyk i historyk literatury (ur. 1841)
- 10 maja – Ulderiko Donadini, chorwacki dramaturg i prozaik (ur. 1894)
- 17 maja – Edward Lubowski, polski dramatopisarz (ur. 1837)
- 10 czerwca – Pierre Loti, francuski pisarz (ur. 1850)
- 14 czerwca – Eugenia Żmijewska, polska powieściopisarka i tłumaczka literatury angielsko- i francuskojęzycznej (ur. 1865)
- 22 czerwca – Moris Rosenfeld, żydowski poeta i prozaik (ur. 1862)
- 24 czerwca – Edith Södergran, fińska poetka (ur. 1892)
- 16 lipca – Louis Couperus, holenderski prozaik (ur. 1863)
- 24 sierpnia – Kate Douglas Wiggin, amerykańska autorka książek dla dzieci (ur. 1856)
- 10 września – Maximilian Bern, niemiecki pisarz, poeta i redaktor (ur. 1849)
- 8 października – Laura Redden Searing, amerykańska poetka (ur. 1840)
- 14 października – Marcellus Emants, holenderski pisarz (ur. 1848)
- 8 listopada – Alfhild Agrell, szwedzka prozaiczka i dramatopisarka (ur. 1849)
- 19 listopada – Stanisław Henryk Pytliński, polski literat (ur. 1865)
- 4 grudnia – Maurice Barrès, francuski powieściopisarz (ur. 1862)
- 5 grudnia – Edward Martyn, irlandzki dramaturg (ur. 1859)
- 12 grudnia – Raymond Radiguet, francuski pisarz, dramaturg i dziennikarz (ur. 1903)

## Nagrody
- Nagroda Nobla – William Butler Yeats